# Lewisville (Arkansas)
Lewisville is een plaats (city) in de Amerikaanse staat Arkansas, en valt bestuurlijk gezien onder Lafayette County.

## Demografie
Bij de volkstelling in 2000 werd het aantal inwoners vastgesteld op 1285.
In 2006 is het aantal inwoners door het United States Census Bureau geschat op 1180, een daling van 105 (-8,2%).

## Geografie
Volgens het United States Census Bureau beslaat de plaats een oppervlakte van
5,7 km², geheel bestaande uit land. Lewisville ligt op ongeveer 82 m boven zeeniveau.

## Plaatsen in de nabije omgeving
De onderstaande figuur toont nabijgelegen plaatsen in een straal van 32 km rond Lewisville.